# The Worst of Faces of Death
The Worst of Faces of Death (Las peores caras de la muerte), es una película de terror mondo de 1987, es la tercera secuela de Faces of Death, estrenada directamente en formato de VHS.
El desembarco de un paracaidista dentro de la boca de un cocodrilo, las grabaciones dentro de un matadero, un tiroteo frente a una farmacia y un cerebro de mono siendo comido fueron añadidas de las películas anteriores. En medio, hay breves escenas introductorias que presentan a James B. Schwartz como el "Dr. Luis Flellis".
Flellis explica que su amigo y mentor, el Dr. Francis B. Gross, murió mientras Flellis estaba realizando una operación de rutina en él, aunque no queda claro por qué. en realidad, el actor Michael Carr no volvió a retratar bruto de nuevo.
Esta película fue titulada como "The Best of Gesichter des Todes 1-3 (The Best of Faces of Death 1 - 3)", para su lanzamiento en la Alemania Occidental.

## Secuelas
- Faces of Death IV (1990)

- Faces of Death V (1995)

- Faces of Death VI (1996)

- Faces of Death: Fact or Fiction? (Caras de la muerte: ¿Realidad o ficción?) (1999)